# إخوخوضن (تاونزا)
إخوخوضن هي إحدى مشيخات المملكة المغربية، تتبع جغرافيا لإقليم أزيلال وإداريًا لتاونزا. يقدر عدد سكانها بـ 1047 نسمة حسب الإحصاء الرسمي للسكان والسكنى لسنة 2004.